# Laguncularia racemosa
Laguncularia racemosa là một loài thực vật có hoa trong họ Trâm bầu. Loài này được (L.) C.F.Gaertn. mô tả khoa học đầu tiên năm 1807.